# 本間龍雄
本間 龍雄（ほんま たつお、1926年1月 - 2021年11月15日）は、日本の数学者。理学博士。専門は位相幾何。横浜市立大学教授、東京工業大学教授、青山学院大学教授等を歴任。

## 略歴
東京工業大学で皆川多喜造に数学を学び、1948年卒業。1953年湯川フェローシップにより大阪大学で研究。1957年デーンの補題をパパキリアコプロスとは独立に証明した。プリンストン高等研究所所員（1960-1962年）、フロリダ州立大学客員准教授（1965年）、ミシガン州立大学客員准教授（1967年）、横浜市立大学文理学部教授、東京工業大学理学部教授、青山学院大学理工学部教授を歴任。

## 著作

### 書籍
- 本間, 龍雄 (1971). 位相空間への道―直観的トポロジーの世界. ブルーバックス. 講談社. ISBN 978-4-06-117768-0
- 本間, 龍雄 (1972). 組合せ位相幾何. 数学ライブラリー. 森北出版. ISBN 978-4-627-00299-9
- 本間, 龍雄 (1973). 新しいトポロジー 基礎からカタストロフィー理論まで. ブルーバックス. 講談社. ISBN 978-4-06-117814-4（監修担当）
- 本間, 龍雄; 南, みや子 (1974). やさしいトポロジー―はじめて学ぶ人のために. ブルーバックス. 講談社. ISBN 978-4-06-117839-7
- 本間, 龍雄 (1975). グラフ理論入門―点と線の数学. ブルーバックス. 講談社. ISBN 978-4-06-117855-7
- 本間, 龍雄; 岡部, 恒治 (1979). 微分幾何とトポロジー入門. 基礎数学叢書. 新曜社. ISBN 9784788500907
- 本間, 龍雄 (1980). 組合せ位相幾何学. 共立全書. 共立出版. ISBN 9784320002319
- 本間, 龍雄; 足立, 正久; 岡部, 恒治; 加藤, 十吉; 齋藤, 利弥 (1982). トポロジーの世界. 数学セミナー・リーディングス. 日本評論社. ISBN 9784535702202
- 本間, 龍雄 (1985). ポアンカレ予想物語. 数セミ・ブックス. 日本評論社. ISBN 978-4535602137
- 本間, 龍雄 (1999). 幾何学的トポロジー. 共立講座 21世紀の数学. 共立出版. ISBN 9784320015753

### 翻訳
- アメリカ数理科学研究委員会（編）、数理科学の世界 数学の新しい可能性 （ブルーバックス）、講談社、1979（監訳）
- L. ニューワース、このひもは結ばれているか（One point science）、日経サイエンス、1984（翻訳）

### 主な論文
- A theorem on continuous functions,  Tatsuo Homma. "A theorem on continuous functions." Kodai Math. Sem. Rep. 4 (1) 13 - 16, 1952.

## 受賞・栄典
- 2003年11月 瑞宝中綬章受章[3]
- 2019年度 日本数学会出版賞受賞[4]